# 都護府
都護府是漢、唐、宋等中原王朝為管理邊境民族設置的軍事機關，都護府長官稱為都護。西漢設有西域都護府。唐朝設有安西、安北、單、安東、安南與北庭等六都護府。北宋設隴右都護府，性質不同於漢唐，比較像內設機構。

## 都護府地點及作用

### 漢朝
- 西域都護府 - 前60年西漢設置於烏壘城（今新疆輪台縣境內），鄭吉為第一任西域都護。10年新莽時因匈奴入侵，諸國反而廢。東漢時遣班超出使西域，91年平定西域，以西域長史行都護職。107年因諸國反而廢。123年班勇收復西域，漢廷改為西域長史府，治所柳中城（今新疆鄯善縣西南魯克沁鎮）。三國曹魏移治海頭城（今新疆若羌縣樓蘭遺址），西晉仍之。316年西晉滅亡後，335年前涼再次設置西域都護，治所在高昌（今新疆吐魯番市東），而後前秦、後涼、西涼保留官職至北涼。北涼、北魏改設西戎校尉府，治所在鄯善国扞泥城（今新疆若羌县）。

### 唐朝
- 安西都護府 - 640年設置於高昌（吐魯番）。648年移至龜茲。守備天山山脈南側的絲綢之路（天山南路），防備突厥、吐蕃等勢力。790年為吐蕃佔領。
- 安北都護府 - 647年設置於鬱督軍山。統轄今外蒙古地域。前身為647年設置的燕然都護府。663年改稱翰海，669年改稱安北都護府。隨著東突厥勢力增加，向陰山方面移動。
- 單都護府 - 650年平定東突厥後，設置於呼和浩特附近。統轄今內蒙古地域。663年改稱雲中都護府，664年復名單于都護府。
- 安東都護府 - 668年滅高句麗後設置於平壤。統轄朝鮮半島北部及今中國東北部分區域。676年由於新羅及高句麗遺民等的反抗，後退至遼陽。697年由於大祚榮對立勢力的影響被廢止，705年與大祚榮和解後再度設置。安史之亂之際再次被廢。
- 安南都護府 - 679年設置。統轄越南及南方其他國家。前身為622年設置的交州大總管府。860年、863年為南詔佔領。
- 北庭都護府 - 702年設置於庭州附近的別失八里。守備準噶爾方面（絲綢之路的天山北路附近）。790年為吐蕃佔領。

### 北宋
- 隴右都護府 - 1099年設置於湟州（即邈川城），統轄湟水流域。1101年宋軍撤退廢除，1103年年再度進入湟水流域，延伸到廓州、積石軍等。1131年為金朝佔領河湟。宋代都護府性質不同於漢唐，比較像內設機構，隴右都護為西寧州知州的兼職。

## 其他國家的都護府
朝鮮王朝設有大都護府（寧邊、江陵等五個）、都護府（鏡城、富寧等四十四個）。是为防倭与女真人。